# Boletice nad Labem
Boletice nad Labem (německy Stein-Politz nebo také Politz an der Elbe) jsou XXXII. část statutárního města Děčína v Ústeckém kraji. Leží v katastrálním území Boletice nad Labem. Západní částí protéká řeka Labe.

## Historie
První písemná zmínka o Boleticích pochází z roku 1407.

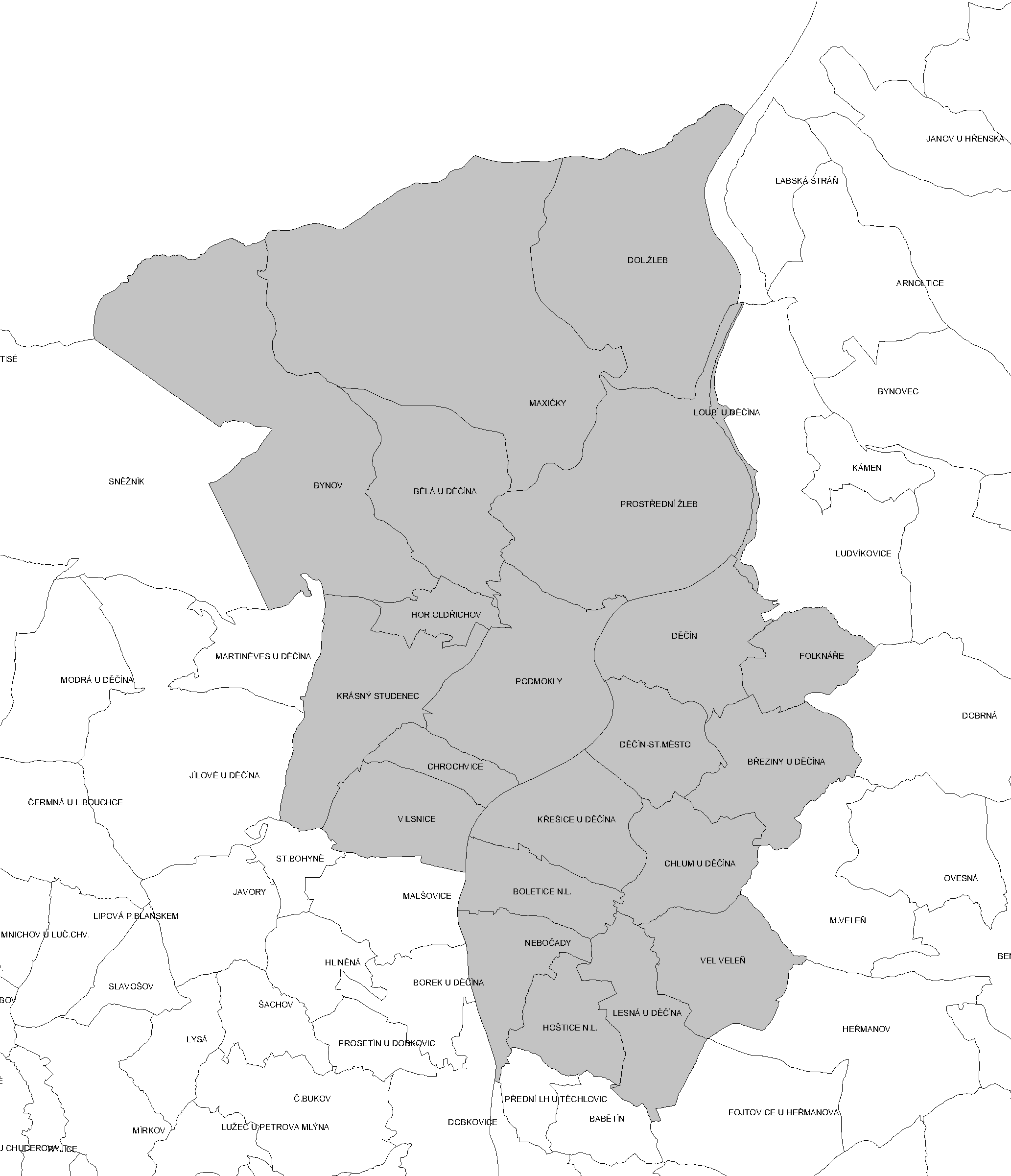
Katastrální členění Děčína

Původně samostatná obec byla v 19. století přičleněna k sousedním Nebočadům. V důsledku industrializace přestala mít obec zemědělský charakter a stala se postupně významným průmyslovým střediskem. V roce 1964 byla povýšena na samostatné město, k němuž jako místní části přináležely Nebočady a Křešice u Děčína. V roce 1980 byly k Boleticím přičleněny dále původně samostatné obce Lesná a Těchlovice (Těchlovice se opětovně osamostatnily v roce 1997). Roku 1981 bylo původně samostatné město sloučeno s Děčínem. V Boleticích bylo tehdy vystavěno velké panelové sídliště, díky čemuž prudce vzrostl počet místních obyvatel.

## Obyvatelstvo
Při sčítání lidu v roce 1921 v Boleticích žilo 2 792 obyvatel (z toho 1 308 mužů), z nichž bylo 171 Čechoslováků, 2 398 Němců, pět Židů, osm příslušníků jiné národnosti a 210 cizinců. Většina (2 444 osob) se hlásila k římskokatolické církvi, ale kromě ní zde žilo 140 evangelíků, tři členové církve československé, dvanáct židů, 35 příslušníků nezjišťovaných církví a 158 lidí bez vyznání. Podle sčítání lidu z roku 1930 měly Boletice 3 042 obyvatel: 183 obyvatel, 2 607 Němců, dva příslušníci jiné národnosti a 250 cizinců. Stále převažovali římští katolíci (2 45 lidí) a 832 lidí bylo bez vyznání. Kromě nich zde bylo 135 evangelíků, pět členů církve československé, šest židů, sedmnáct starokatolíků a dva členové ostatních nezjišťovaných církví.
|                                                                        | 1869 | 1880 | 1890 | 1900 | 1910  | 1921  | 1930  | 1950  | 1961  | 1970  | 1980  | 1991  | 2001  | 2011  |
| ---------------------------------------------------------------------- | ---- | ---- | ---- | ---- | ----- | ----- | ----- | ----- | ----- | ----- | ----- | ----- | ----- | ----- |
| Obyvatelé                                                              | 180  | 259  | 292  | 726  | 2 920 | 2 792 | 3 042 | 2 098 | 2 125 | 2 555 | 2 744 | 5 238 | 5 182 | 4 683 |
| Domy                                                                   | 31   | 42   | 43   | 69   | 192   | 214   | 271   | 307   | 564   | 315   | 311   | 383   | 391   | 413   |
| Domy v roce 1961 zahrnují také domy místních částí Křešice a Nebočady. |      |      |      |      |       |       |       |       |       |       |       |       |       |       |

## Doprava
Dostupnost je zajištěna dvěma denníma linkami MHD (8, 9) a jednou noční linkou MHD (32) provozovanými Dopravním podnikem města Děčína a jednou linkou meziměstskou (450) provozovanou Dopravou Ústeckého kraje. Západně od zastavěného území prochází železniční trať Ústí nad Labem-Střekov – Děčín, na které je zřízena železniční stanice Boletice nad Labem (nacházející se ovšem spíše v Nebočadech).

## Hospodářství
Je zde průmysl strojírenský, textilní, potravinářský, chemický a konzervárenský. Dále zde také má svá tři odloučená pracoviště (obory fotograf, kadeřník a cukrář) SOU a SOŠ řemesel a služeb Ruská s hlavním sídlem v Děčíně-Podmoklech.

## Pamětihodnosti
- Socha svatého Floriána
- Socha svatého Jana Nepomuckého
- Platany v Boleticích – pět památných stromů, rostou v areálu závodu VLNAP; obvod kmenů 238 cm, 350 cm, 408 cm, 389 cm, 375 cm[9]